# Липпман, Габриэль
Жонас Фердинан Габриэль Липпман (фр. Jonas Ferdinand Gabriel Lippmann; 16 августа 1845, Боннвуа, Люксембург — 13 июля 1921 в море) — французский физик, лауреат Нобелевской премии по физике в 1908 году «за создание метода фотографического воспроизведения цветов на основе явления интерференции». Кроме того, Липпман считается создателем технологии интегральной фотографии, на несколько десятилетий предвосхитившей похожую по возможностям голографию.

## Биография
Родился в Люксембурге. Вскоре после рождения Габриэля семья Липпманов переехала во Францию.

### Обучение
До 13-летнего возраста обучался дома, в дальнейшем поступил в Лицей Наполеона в Париже.
В 1868 год стал студентом Высшей нормальной школы в Париже. Здесь, в результате составления рефератов немецких статей для французского журнала «Анналы химии и физики», в нём пробудился активный интерес к работе с электрическими явлениями.

### Поездка в Германию
В 1873 году правительство профинансировало его командировку в Германию для изучения методов преподавания естественных наук. В Берлине он встречался с физиологом и физиком Германом фон Гельмгольцем. В Гейдельбергском университете Липпман работал совместно с физиологом Вильгельмом Кюне и физиком Густавом Кирхгофом.

### Электрокапиллярные явления
Наибольшее значение для выбора направления исследований имел показанный Кюне опыт, в котором капля ртути, покрытая серной кислотой, деформировалась при лёгком прикосновении железной проволочки. Липпман сделал вывод, что два металла и серная кислота образуют электрическую батарею, и созданное ею напряжение изменяет форму поверхности ртути. Это и стало открытием электрокапиллярных явлений.
Проработав несколько лет в физических и химических лабораториях Германии, он в 1875 году вернулся в Париж, где защитил замечательную диссертацию под заглавием «Relation entre les phénomènes électriques et capillaires». В 1878 он начал работать на факультете естественных наук Парижского университета. В 1883 году Липпман был назначен преемником Шарля Огюста Брио (1817—1882)  по кафедре теории вероятностей и математической физики. В 1886 году он занял после Жамена кафедру экспериментальной физики в Сорбонне и был выбран в члены академии наук.
Изменение поверхностного натяжения ртути в зависимости от напряжённости электрического поля позволило ему построить чрезвычайно чувствительный прибор, так называемый капиллярный электрометр. В наклонной капиллярной трубке столбик ртути реагирует на малую разность потенциалов значительным перемещением. Липпману удавалось измерить напряжения до 0,001 В.
Он изобрёл также электрокапиллярный двигатель для превращения электрической энергии в механическую работу и обратно, ртутный гальванометр, ртутный электродинамометр.

### Теорема обратимости
Ему удалось наблюдать образование разности электрических потенциалов при механической деформации ртутной поверхности. Это привело к важнейшему открытию — сформулированной и опубликованной в 1881 году теореме об обратимости физических явлений.
Эта теорема утверждает:

Зная о существовании некоторого физического явления, мы можем предсказать существование и величину обратного эффекта.

Применив свою теорему к пьезоэлектрическому эффекту, где электрическое напряжение возникает при сжатии или растяжении некоторых кристаллов, Липпман высказал гипотезу, что если к кристаллу приложить электрическое поле, то произойдёт изменение его размеров.
Пьер Кюри и его брат Жак провели эксперимент и подтвердили предположение Липпмана.
Ныне обратный пьезоэлектрический эффект широко применяется в технике наравне с прямым.

### Проводимость жидкостей
Липпман создал удобный метод для измерения сопротивления жидкостей и указал на два важных факта, касающихся прохождения электричества через электролиты: вода, заряженная положительно, при соприкосновении с отрицательным электродом содержит излишек водорода, который растворяется, лишь только внешняя электровозбудительная сила достигнет достаточной величины; точно так же вода, заряженная отрицательно, вокруг положительного электрода содержит излишек кислорода. Он указал новые способы для опытного определения «ома» и для измерения сопротивления в абсолютных единицах. Он первый осветил следствия принципа сохранения электрического заряда и применил их для рассмотрения задач теоретической электротехники.

### Цветная фотография
Липпман разработал метод получения цветных изображений, базирующийся на явлении интерференции. Этот метод Липпман представил в 1891 году во Французской академии наук и за него же получил в 1908 году Нобелевскую премию по физике.
В 1888 году Липпман женился.
В 1921 году умер на борту парохода «La France», возвращаясь из поездки в Канаду.

### Другие достижения
- Поляризация гальванических элементов.
- Электромагнетизм
- Теория капиллярных явлений
- Сейсмология:
  - Новая конструкция сейсмографа для непосредственного измерения ускорения при землетрясении.
  - Идеи использования телеграфных сигналов для раннего оповещения о землетрясениях и измерения скорости распространения упругих волн в земной коре.
- Астрономия — Липпман разработал конструкцию двух астрономических инструментов:
  - Целостат — оптическая система с медленно вращающимся зеркалом. Компенсирует суточное вращение и тем самым обеспечивает получение статичного изображения участка неба.
  - Уранограф, с помощью которого получается фотографический снимок неба с нанесёнными на него меридианами. Благодаря чему по такой карте удобно отсчитывать интервалы времени.
  - Интегральная фотография -  автостереоскопическая и многоракурсная технология записи объёмного изображения, позволяющая фиксировать световое поле с помощью двумерного массива микролинз, расположенного перед фотопластинкой или другим светочувствительным датчиком.

## Некоторые звания
- Липпман состоял членом Французской академии наук и в 1912 году был избран её президентом
- Иностранный член Лондонского королевского общества
- Командор ордена Почётного легиона
- Иностранный член-корреспондент Петербургской Академии наук (1912; с 1917 — Российской Академии наук)

## Труды
Кроме многочисленных статей в журналах «Journal de physique», «Annales de chimie et de physique» и в «Comptes rendus de l’Асаdémie des sciences», Липпман напечатал весьма известный учебник по термодинамике («Cours de Thermodynamique professé à la Sorbonne» (Париж, 1886 и 1888)). Во Франции этот учебник стал одним из стандартных.

## Значение
Работы Липпмана по фотографии в настоящее время не используются из-за технической сложности реализации предложенного им процесса. В то же время эти работы получили своё развитие при создании голографии. При записи так называемых объёмных или трёхмерных голограмм, они же голограммы Денисюка, используют аналогичный подход, но, в отличие от метода Липпмана, в них используется интерференция двух независимых волн (опорной и сигнальной).
И другие результаты Липпмана пользуются в настоящее время большим спросом. Например явления электрокапиллярности и электросмачивания привлекают в последнее время большое внимание в связи с развитием микрофлюидики. С помощью этих эффектов можно управлять движением мельчайших капелек жидкости по поверхности. Кроме биотехнических применений и массово изготавливаемых ныне струйных принтеров, эти эффекты можно использовать в дисплеях (т. н. электронной бумаге) и объективах с переключаемым фокусным расстоянием.

## Память
В 1979 году Международный астрономический союз присвоил имя Липпмана кратеру на обратной стороне Луны.